# Église Saint-Michel-l'archange de Novotcherkassk
L’église Saint-Michel-l’archange (en russe : Церковь Михаила Архангела) est une église orthodoxe de Novotcherkassk consacrée à l’archange Saint Michel. Construite de 1863 à 1872 selon le projet de l'architecte Ia. Sedov elle dépend du diocèse de Rostov et Novotcherkassk.

## Histoire

### Tcherkassk
Une église en bois consacrée l’archange Saint Michel existait depuis 1689 dans l’ancienne capitale des cosaques du Don, Tcherkassk. Elle est reconstruite en 1765 et détruite en 1774 dans l’incendie de la ville. Une troisième église Saint-Michel est érigée en 1779. Avec l’abandon de Tcherkassk en 1805 la paroisse déménage à Novotcherkassk.

### Novotcherkassk
Le déplacement de l’église en bois de Tcherkassk à Novotcherkassk est autorisé en 1812 et réalisé en 1813.
En 1850 la question de remplacer la vieille église en bois par un nouveau bâtiment en pierre est posée et la collecte des fonds nécessaire commence. Les travaux débutent en 1863 et le premier service est célébré en le 8 novembre 1873.
L’église est fermée le 8 janvier 1939 par les autorités soviétiques mais reprend ses fonctions en août 1942 quand les occupants Allemands rendent toutes les églises encore existantes à Novotcherkassk au culte. En 1966 les autorités ferment de nouveau l’église qui sert d’entrepôt pour des cantines.
En 1990 l’église délabrée est mise à la disposition du patriarcat de Moscou. Les fresques sont restaurées de 1992 à 1996, l'église basse est rénovée de 1995 à 1998, l'église haute en 2001.

## Architecture
L’église de style éclectique est typique pour l’architecture religieuse russe du milieu du XIXe siècle. Elle a une forme de croix latine surmontée par un tambour octogonal et une coupole ainsi que d’un clocher à trois étages.